# Trachycorystes trachycorystes
Trachycorystes trachycorystes är en fiskart som först beskrevs av Valenciennes, 1840.  Trachycorystes trachycorystes ingår i släktet Trachycorystes och familjen Auchenipteridae. Inga underarter finns listade i Catalogue of Life.